# Jesper Florén
Hans Jesper Florén, född 11 september 1990 i Örebro, är en svensk fotbollsspelare som spelar för Syrianska Eskilstuna IF. Han spelar oftast som mittfältare men kan även spela i försvaret.

## Karriär
Floréns moderklubb är Rynninge IK. Sommaren 2008 skrev Florén kontrakt med IF Elfsborg efter två år som ungdomsproffs i holländska AFC Ajax. Florén var under hösten 2010 utlånad till Gais. Han var även under säsongen 2011 utlånad till Gais, vilka han inför säsongen 2012 till slut värvades av efter nästan två säsonger på lån. Floréns kontrakt gick ut efter säsongen 2013 och han valde att lämna Gais.
I slutet av december 2013 skrev Florén på ett tvåårskontrakt med Gefle IF. Två år senare förlängdes kontraktet med ytterligare två år. I november 2017 förlängde han sitt kontrakt med två år. Efter säsongen 2018 lämnade Florén klubben.
Den 30 januari 2019 värvades Florén av Västerås SK, där han skrev på ett tvåårskontrakt. Florén lämnade klubben efter säsongen 2020 då han inte fick förlängt kontrakt av Västerås SK.
Den 3 september 2021 gick Florén på fri transfer till Syrianska Eskilstuna IF i Division 3.

### Webbkällor
- Jesper Florén på Svenska Fotbollförbundets webbplats
- Jesper Florén på elitefootball